# Ted McKenna
Edward «Ted» McKenna (Lennoxtown, East Dunbartonshire; 10 de marzo de 1950-19 de enero de 2019) fue un baterista escocés, reconocido por su colaboración con bandas y artistas como The Sensational Alex Harvey Band, Rory Gallagher y The Michael Schenker Group. Salió de gira con Ian Gillan durante un corto período en 1990 y fue músico de sesión de artistas destacados como Gary Moore, Greg Lake y Dan McCafferty, entre otros. Fue profesor de Artes Aplicadas en el North Glasgow College de 1996 a 2011.
Ted McKenna murió a causa de una hemorragia durante una operación de rutina de una hernia.

## Discografía seleccionada

### Colaboraciones
- Tear Gas - Tear Gas (1971)
- The Sensational Alex Harvey Band - Framed (1972)
- The Sensational Alex Harvey Band - Next (1972)
- Dan McCafferty - Dan McCafferty (1975)
- Rory Gallagher - Photo-Finish (1978)
- Rory Gallagher - Top Priority (1979)
- Rory Gallagher - Stage Struck (1980)
- Greg Lake - Greg Lake (1981)
- The Michael Schenker Group - Assault Attack (1982)
- The Michael Schenker Group - Built To Destroy (1983)
- The Michael Schenker Group - Rock Will Never Die (1984)
- Ian Gillan - Live (1990)